# Marcin Rogacewicz
Marcin Rogacewicz (ur. 25 marca 1980 w Ciechanowie) – polski przedsiębiorca oraz aktor teatralny, filmowy i telewizyjny. 

## Życiorys

### Wczesne lata
Urodził się i dorastał w Ciechanowie, gdzie ukończył Szkołę Podstawową nr 3 im. Orła Białego i uczęszczał do I Liceum Ogólnokształcącego im. Zygmunta Krasińskiego. Był gitarzystą ciechanowskiego zespołu Cider. W 2007 ukończył studia na Wydziale Aktorskim PWSFTviT w Łodzi. Na studenckiej scenie Teatru Studyjnego wystąpił jako Henryk Hailsham-Brown w spektaklu Pajęcza sieć (2006) przygotowanym na podstawie powieści Agathy Christie w reżyserii Aleksandry Koniecznej.

### Kariera
W 2004 zadebiutował przed kamerami w etiudzie filmowej After image. Popularność przyniósł mu udział w serialach telewizyjnych: Agentki w roli agenta Tomka Muszyńskiego, Na dobre i na złe jako Przemek Zapała, lekarz z Leśnej Góry, oraz Przyjaciółki w roli Michała Zalewskiego. Od 2024 gra główną rolę w serialu Komisarz Alex.
W 2016 brał udział w rozrywkowym programie Polsatu Twoja twarz brzmi znajomo, a w 2025 roku bierze udział w 30. edycji polsatowskiego Tańca z gwiazdami. Był wielokrotnie na okładce dwutygodnika „Świat Seriali”.
W 2018 w warszawskim Teatrze Capitol przyjął rolę Harolda w komedii Johna Tobiasa Czy ty to ty? (Is the Real You Really You?) w reż. Roberta Talarczyka. W 2019 wystąpił w musicalu Bobby’ego Goldmana Atrakcyjna wdowa w reż. Tomasza Dutkiewicza w Teatrze Komedia, a także grał w przedstawieniu Dobry wieczór kawalerski, czyli na drugą nóżkę na podstawie scenariusza Doroty Truskowskiej-Alibert w reż. Piotra Nowaka.
W latach 2021–2024 równolegle z pracą aktorską prowadził w Warszawie sklep warzywny U aktora.

## Życie prywatne
W latach 2013-2025 był żonaty z Mają, z którą ma trzy córki i syna. Jeszcze przed rozwodem z żoną związał się z tancerką i aktorką Agnieszką Kaczorowską, a ich romans wzbudził zainteresowanie ogólnopolskiej prasy.

## Filmografia
- 2000: Lekcja moralności (etiuda szkolna) – obsada aktorska
- 2004: After image (etiuda szkolna) – chłopak
- 2006: Terapia (etiuda szkolna) – uczestnik terapii
- 2007: Piekło niebo (spektakl telewizyjny) – grzesznik
- 2008: Plebania – asystent w studio castingowym (odc. 1087)
- 2008–2018: Na dobre i na złe – Przemysław Zapała
- 2008: Kryminalni – komisarz Michał Adamski (odc. 95 i 101)
- 2008: Agentki – Tomasz Muszyński vel Irina Dowbor (odc. 2-10)
- 2009: Randka w ciemno – Piotr, przyjaciel Karola
- 2009, 2012, 2015, 2019: Ojciec Mateusz:
  - asystent Mandaryńskiego (odc. 29)
  - Łukasz Wolski (odc. 100)
  - Marek Matusiak (odc. 162)
  - Manfred Jodler (odc. 285)
- 2010–2012: Szpilki na Giewoncie – Grzegorz Zwoliński
- 2010: Hotel 52 – policjant (odc. 18)
- 2010: 1920. Wojna i miłość – adiutant z biura szyfrów (odc. 2-7, 9)
- 2011: Och, Karol 2 – współpracownik Karola
- 2012–2017: Przyjaciółki – Michał Zalewski
- 2012, od 2024: Komisarz Alex:
  - Robert, kochanek Beaty (odc. 16)
  - komisarz Paweł Kozera (od odc. 259)
- 2014: Prawo Agaty – Marcin Stawecki (odc. 78)
- 2014: Na krawędzi 2 – dziennikarz Marek Stroba (odc. 6-10)
- 2016: Na noże – Maciej Karnowski (odc. 5-6, 9-12)
- 2016: 7 rzeczy, których nie wiecie o facetach – Krystian
- 2017–2018: Pierwsza miłość – starszy posterunkowy Ksawery Jarząbek
- 2018–2019: Korona królów – Jaśko z Melsztyna, syn Spytka
- 2019: W rytmie serca – Marek, mąż Urszuli (odc. 42, 45)
- 2020–2021: BrzydUla 2 – Kacper Rudnicki, szef Ani
- 2020–2022: Na Wspólnej – Adam Namysłowski
- 2020: Tatuśkowie – Aleks Wolski
- od 2024: Komisarz Alex – komisarz Paweł Kozera